# Ulcinj
Ulcinj (albánsky Ulqin, italsky Dulcigno) je město na jihu Černé Hory, blízko Skadarského jezera a hranic s Albánií. Oblíbené turistické letovisko se nachází na břehu Jaderského moře. Žije zde 10 707 obyvatel, v celé opštině Ulcinj pak přibližně 20 tisíc obyvatel. Ve městě žije početná albánská komunita (cca 60 % obyvatel).

## Jméno
Historik Plinius starší zaznamenal ve svém spise Naturalis historia (Přírodopis) v 1. století existenci města pod jménem Olcinium. Původní jméno znělo v latině Colchinium a odkazuje na zakladatele z Kolchidy (v dnešní Gruzii): Olchinium quod antea Colchinium dictum est a Colchis conditum. Ptolemaios jej označil řeckým jménem Oulkinion (Ουλκίνιον). Jméno však může také pocházet z albánského slova ujk/ulk – z původního (w)ulk, označujícího vlka a pocházejícího z praindoevropského *wĺ̥kʷos, srovnatelného i se slovanskými jazyky. Současná podoba jména města vznikla ve vulgární latině; do italštiny bylo přejato jako Dulcigno, do srbštiny/černohorštiny jako Ulcinj, do albánštiny jako Ulqin a do turečtiny jako Ülgün. Srbská/černohorská podoba Ulcinj má i dvě starší varianty Lьcinь a Ocinj, které se však v současné době již nepoužívají.

## Poloha
Ulcinj se nachází v jižní části Černé Hory a je jejím nejjižnějším městem. Je vzdáleno 21 km jihovýchodně od Baru, 30 km jihozápadně od Skadaru, 60 km jižně od Podgorice a 40 km severozápadně od města Lezhë v Albánii.
Krajina severozápadně a na severně od města je hornatá a kopcovitá (např. Bijela Gora); k jihovýchodu a východu se rozkládají úrodná pole, na nichž se pěstují různé druhy ovoce a zeleniny. Díky těmto přírodním poměrům se městská zástavba táhne od pobřeží do vnitrozemí a dále jihovýchodním směrem k Zogajskému jezeru, kde se nacházejí solany.
V severovýchodním okolí Ulcinje leží Šaské jezero, které ornitologové nazývají „Skadarským jezerem v malém“; je bohaté na vodní ptactvo.
Východně od města protéká řeka Bojana, která zde tvoří hranici s Albánií; jihovýchodně od města byl koncem 19. století vybudován umělý kanál Partamilena.

## Klimatické poměry
Ulcinj se vyznačuje jadranskou variantou středomořského podnebí a subtropické vegetace. Ve srovnání s jinými oblíbenými letovisky na březích Jaderského moře má ideální klimatické podmínky. Průměrná teplota během roku je 16 °C. Nejchladnějším měsícem je leden s průměrem 8,6 °C a nejteplejší červenec s průměrem 26 °C. Průměrná denní teplota měřená ve 13:00 dosahuje 18,5 °C Průměrná teplota vzduchu podle ročních období činí 9,6 °C v zimě, 14,5 °C na jaře, 24,4 °C v létě a 17,5 °C na podzim. Absolutní maximální teplota je v červenci 38,5 °C, zatímco absolutní minimální teplota je -8,4 °C v lednu. Ulcinj se svým okolím patří k nejteplejším oblastem na území Černé Hory a do roku 1991 tomu to platilo pro celou Jugoslávii.
Teplota vzduchu v Ulcinji je vhodná pro opalování a koupání v moři. Letní sezóna zde trvá od května do října. Ulcinj je jedním z nejslunnějších míst na pobřeží Jaderského moře. Průměrně má 218 slunečných  dnů v roce, což znamená v průměru 2 706 hodin ročně, tj. 7,4 hodin denně. Během léta má Ulcinj okolo 11,5 hodiny slunečního svitu denně.
Nejcharakterističtějšími větry jsou bura, jugo a maestral. Bura vane koncem podzimu a v zimě od severovýchodu  a představuje chladný vítr. Jugo se objevuje na jaře, na podzim a v zimě a přináší déšť, zatímco na moři způsobuje značné vlny. Maestral vane od západu a jihozápadu. Úhrn srážek činí v průměru 1 344 mm. V Ulcinji sněží v zimě velmi zřídka.

## Historie

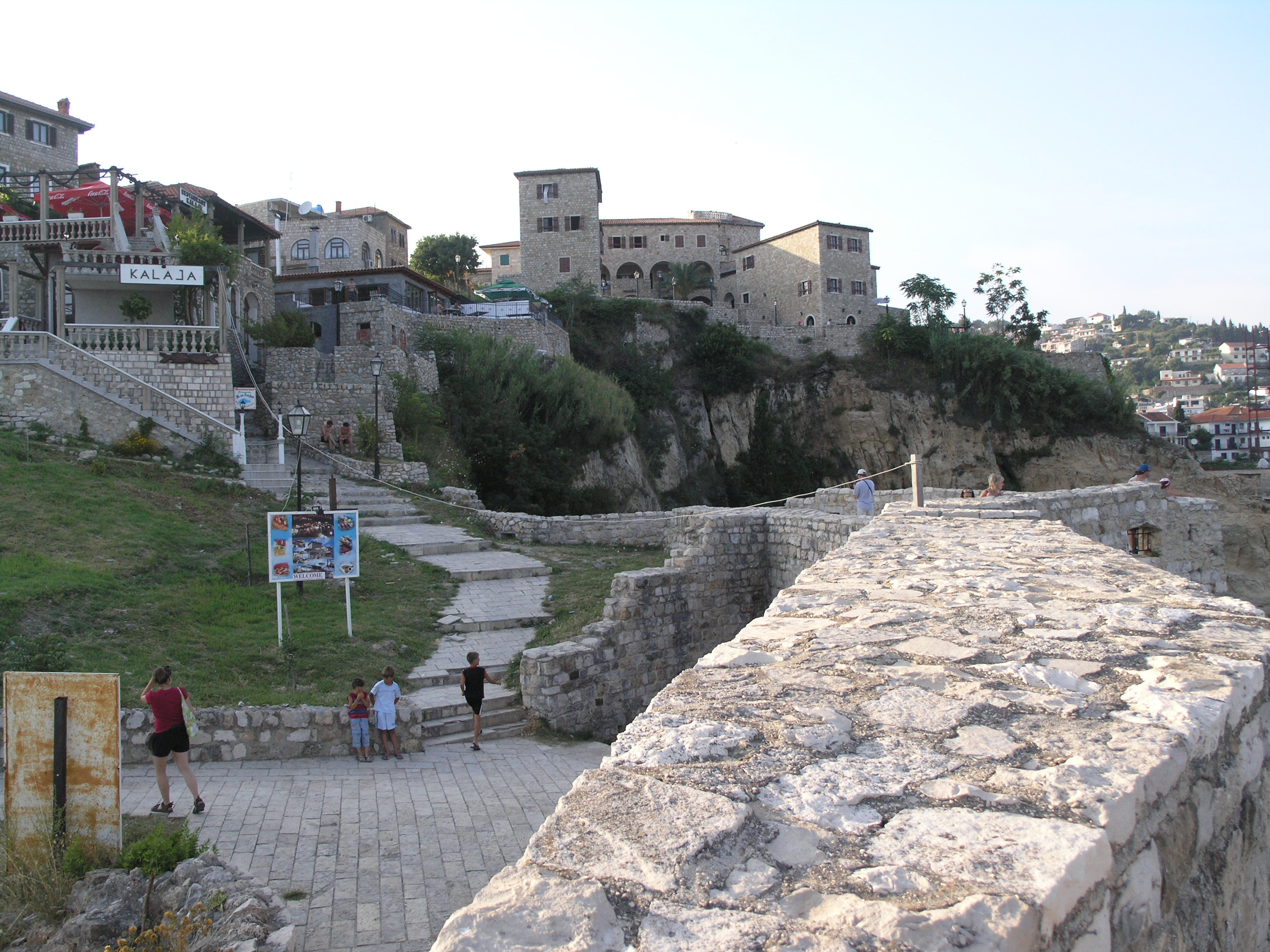
Ulcinj – staré město

První zmínky o osídlení místa současného starého města pocházejí ze 7. století př. n. l. Historici odhadují, že bylo  založeno před 2500 lety; je tedy jedním z nejstarších v Černé Hoře. Již v té době bylo opevněno. Založili je údajně kolchidští kolonisté, což naznačuje latinské jméno Colchidium. Ve městě se poté vystřídali Řekové a Římané; ti druzí je obsadili roku 163 př. n. l. Město mělo statut oppidum civium Romanorum a později bylo i samostatným municipiem. Za římské vlády bylo přestavěno a obyvatelstvo se postupně romanizovalo. Pro potřeby přesunů římských armád byla vybudována silnice z dnešního Skadaru směrem k ústí řeky Neretvy do moře. Procházela právě přes Ulcinj.
V antické době bylo město známé jako hnízdo pirátů, jímž se stalo i v dobách středověku. Po rozdělení Římské říše se Ulcinj ocitla na území její východní poloviny. V pozdním starověku byla sídlem biskupství; místní diecéze existovaly s přestávkami až do začátku turecké nadvlády v 16. století. Do současné doby jsou dochované byzantské zdi na starém městě, které nahradily původní, ještě předřímská opevnění.
V roce 444 bylo město zničeno zemětřesením, brzy však bylo obnoveno. Po zániku západořímské říše byla oblast v letech 493–536 pod nadvládou říše Ostrogótů, poté město patřilo Byzantské říši, kde spadalo pod thema se sídlem v Drači. Na počátku 11. století se jej neúspěšně pokusili dobýt Bulhaři. Srbové Ulcinj obsadili roku 1183 za vlády Štěpána Nemanji. Jistou dobu patřilo také černohorskému knížectví Zeta. Pro místní vládce byla Ulcinj oblíbeným výletním místem. Odtud vládl např. Đorđe Nemanjić, nebo Jelena Nemanjić. Když srbský kníže Stefan Lazarević dědictvím po mocném rodu Balšićů získal Zetu (1421) a následně byl poražen Benátčany u Skadaru, musel jim postoupit několik měst včetně Ulcinje.
Ve 13. století vznikl v blízkosti města františkánský klášter. Byl zbudován zhruba v době, kdy se františkáni rozšířili se svými kláštery na území dnešní Černé Hory poté, co řád benediktinů ztratil svůj dosavadní vliv a význam.

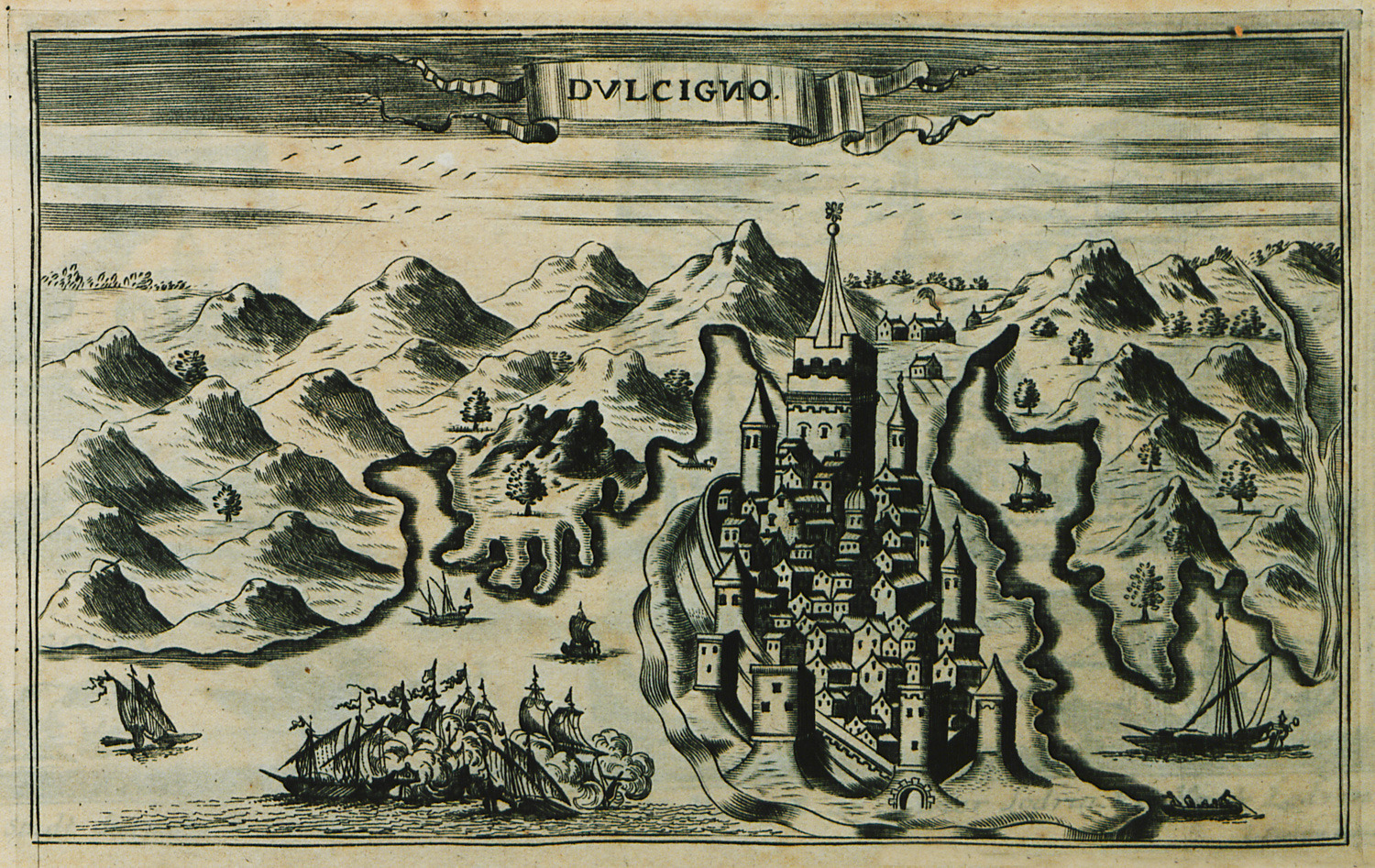
Město na obrazu z roku 1690

Po porážce benátské republiky u Lepanta roku 1571 obsadili město piráti původem z dnešního Alžírska (v počtu cca 400); formálně náleželo k Osmanské říši. V 70. letech 16. století žil v Ulcinji v době svého zajetí také španělský spisovatel Miguel de Cervantes.
Osmanská říše od pirátů očekávala, že svou přítomností ve městě zamezí rozpínavost benátské republiky. Jejich přítomnost však znamenala úpadek námořní tradice i významu města. Piráti přepadali především benátské lodě, loupili ale i jiná plavidla v okolí. K dispozici měli okolo 250–300 malých lodí, tzv. fuset. Do těchto aktivit bylo zapojeno okolo 4 000 lidí.
S piráty se nakonec turečtí správci vypořádali: skadarský vezír Mehmet Bushatlliu ve snaze zastavit nekontrolovatelné vpády nechal potopit všechny ulcinjské lodě. Nepodařilo se mu to však hned napoprvé, neboť piráti kladli turecké moci tuhý odpor. Následně místní obyvatelstvo uznalo tureckou správu. Město bylo připojeno ke Skadarskému sandžaku. Na rozdíl od zbytku černohorského území se v okolí Ulcinje (podobně i v případě města Baru) podařilo především venkovské obyvatelstvo do značné míry islamizovat. Po příchodu turecké správy nicméně počet obyvatel samotného města poklesl: protože se Ulcinj navíc nacházela na samotném západním okraji říše, byla zde mocenská kontrola poměrně slabá. Do města tak přicházel značný počet přistěhovalců různého původu včetně Afričanů.
V 17. století strávil poslední svá léta také rabín Šabtaj Cvi, který se považoval za židovského spasitele. Přišel do města spolu s několika dalšími Židy, kteří se v Ulcinji usadili a dali vzniknout specifické komunitě.
Roku 1696 se benátská republika pokusila neúspěšně město Ulcinj dobýt. Další benátský útok provedla v roce 1718 flotila pod vedením Matthiase Johanna von der Schulenburg. Námořní operaci však zmařilo uzavření Požarevackého míru a ukončení války. Roku 1706 otevřeli Benátčané v Ulcinji konzulát.
V lednu 1878 obsadila černohorská armáda Bar a Ulcinj ve snaze zajistit přístup k Jaderskému moři pro černohorský stát. Většina evropských mocností nebyla tomuto kroku nakloněna a žádala vrácení města Turecku. K tomu také na krátkou dobu došlo. Posléze však bylo město opět připojeno v roce 1880, a to výměnou za oblast okolo města Gusinje v pohoří Prokletije, kde místní albánské obyvatelstvo kladlo černohorské armádě i správě velmi tuhý odpor. Osmanská říše přesto zpočátku odmítala  Ulcinj předat a stáhnout svoje vojsko i úředníky. Až po hrozbě invazí britského námořnictva, kterou vyslovil tehdejší britský premiér, se Turecko rozhodlo podvolit. Po připojení k Černé Hoře se Ulcinj stala po Podgorici, Nikšići, Cetinji, Baru a Plavu šestým největším městem v zemi. V té době zde bylo registrováno přibližně 100 lodí.
V roce 1884 zde byla otevřena první veřejná knihovna. O deset let později bylo při sčítání lidu napočítáno 4 000 obyvatel. V té době byla Ulcinj městem s nejvyšší mírou negramotnosti v celé Černé Hoře.
Během první světové války obsadily Ulcinj jednotky rakousko-uherské armády. Krátce po jejich kapitulaci na podzim roku 1918 bylo město obsazeno italskými vojsky. Poté se stalo součástí jugoslávského království. Modernizaci Ulcinje zajistila i elektrárna, kterou vybudovala německá firma v roce 1932. Místní solana byla zprovozněna o dva roky později. V této době byly také vystavěny některé hotely ve městě, např. Galeb, Republika a Jadran (jména v roce 2020). Ekonomický rozvoj města probíhal i přes velkou hospodářskou krizi ve 30. letech, která jugoslávské hospodářství značně postihla.

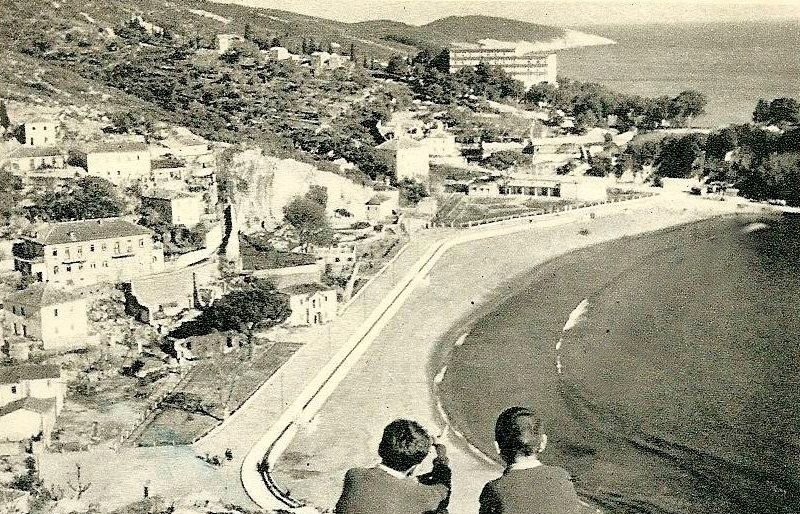
Ulcinj v roce 1950

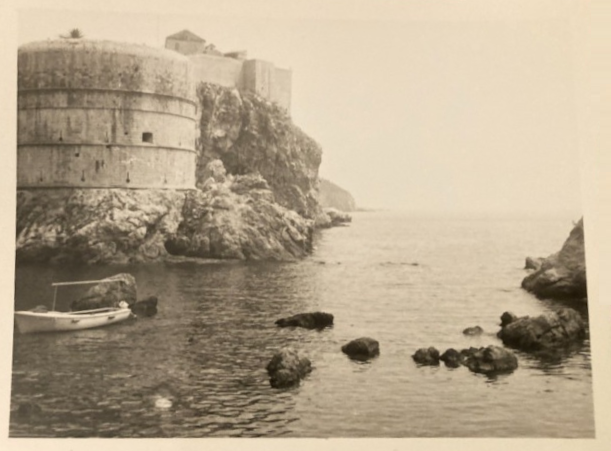
Fotografie výletní lodi v Ulcinje (1987)

Za druhé světové války bylo město připojeno k Albánii. V listopadu 1943 jej bombardovalo spojenecké letectvo; úder si tehdy vyžádal 46 obětí. 26. listopadu 1944 Ulcinj obsadily jednotky partyzánů.
Během 50. a 60. let 20. století došlo k ekonomickému rozvoji města. Ulcinj vzhledem ke své vzdálenosti od hlavních dopravních tahů a skalnatému okolnímu pobřeží nebyla předurčena pro průmyslový rozvoj a bylo tedy rozhodnuto o rozvoji  turistiky. Byly postaveny moderní hotely a začali přijíždět zahraniční návštěvníci, především ze Západního Německa, ale i z dalších zemí. Město se podílelo až 40 % na černohorském turistickém ruchu v období 70. let 20. století.[zdroj?] Pro domácí turistiku nicméně Ulcinj příliš atraktivní nebyla kvůli své značné vzdálenosti od hlavních center jugoslávské federace. Na závodní dovolenou sem přijíždělo jen málo rekreantů; mnozí se dožadovali jiných destinací. K podnikům, které se v této době významně podílely na ekonomickém rozvoji města, patřily Primorje, Otrantkomerc nebo Ultep.
Ulcinj, stejně jako většinu černohorského pobřeží, postihlo 15. dubna 1979 ničivé zemětřesení (stupeň 7,0 Richterovy škály) s epicentrem 15 km od pobřeží mezi městy Bar a Ulcinj. Trvalo 10 sekund a stálo život více než 100 osob. Do konce roku došlo k 90 dalším otřesům o síle nad 5 stupňů. Následovala pětiletá obnova historického centra města, kde byla zničena řada významných historických budov. Obnova byla poměrně nesnadným procesem, neboť bylo nezbytné zabránit opuštění starých domů ve špatném technickém stavu, jakož i nepovoleným stavbám a opravám, které by poškodily historický ráz města. V současné době (2020) je Staré město chráněno jako kulturní památka I. třídy.
Zemětřesení o síle 4,8 stupňů Richterovy stupnice bylo zaznamenáno také v srpnu 2009.
V roce 1999 přišel do města, jehož obyvatelstvo je většinově albánské, značný počet uprchlíků z války v Kosovu. V současné době je Ulcinj oblíbená také mezi turisty z Kosova.
V roce 2006 hlasovala drtivá většina obyvatel Ulcinje za vystoupení ze státní unie Srbska a Černé Hory. Pro odtržení byli především místní Albánci, kteří tvoří většinu obyvatelstva.

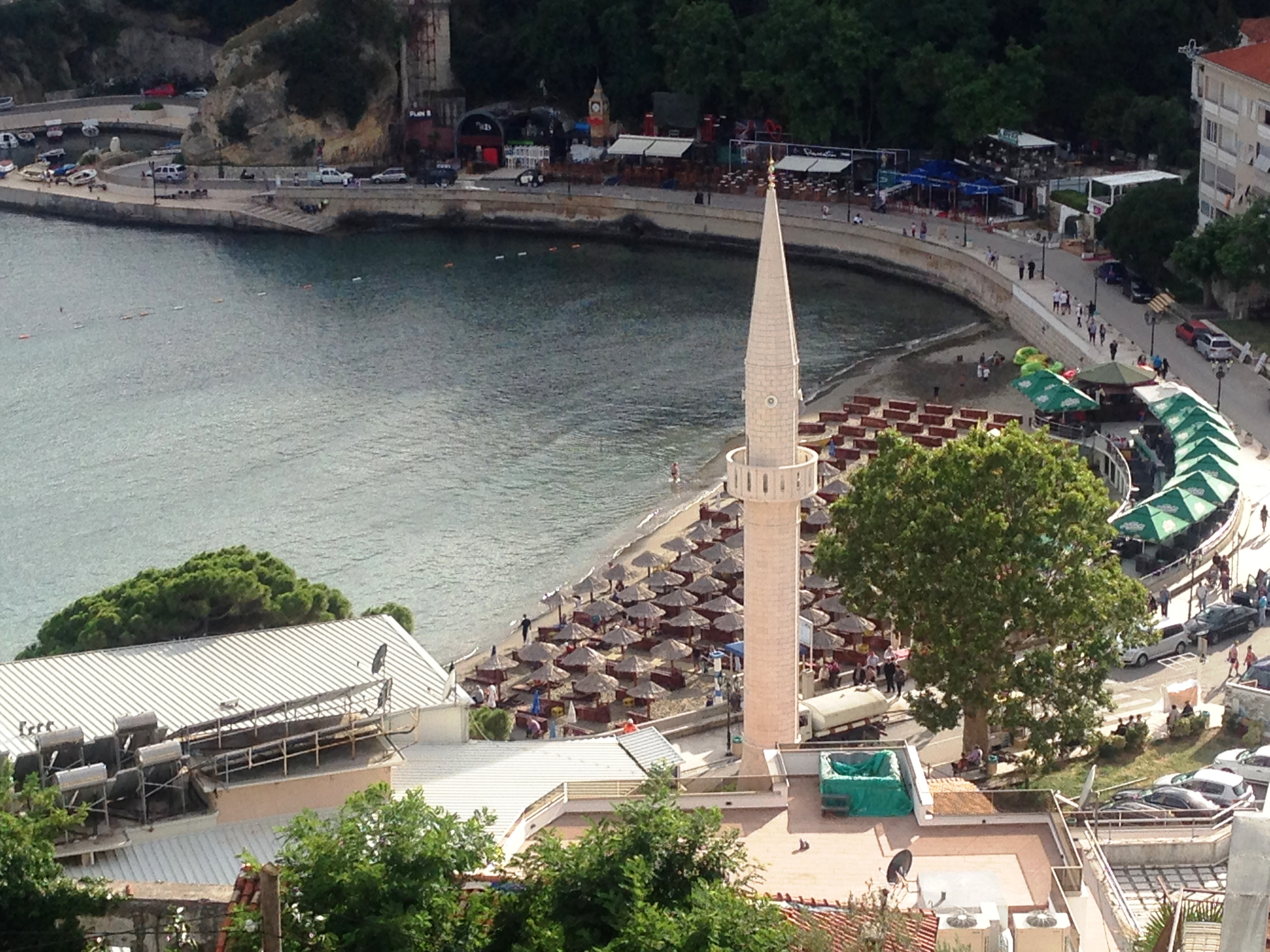
Malá pláž
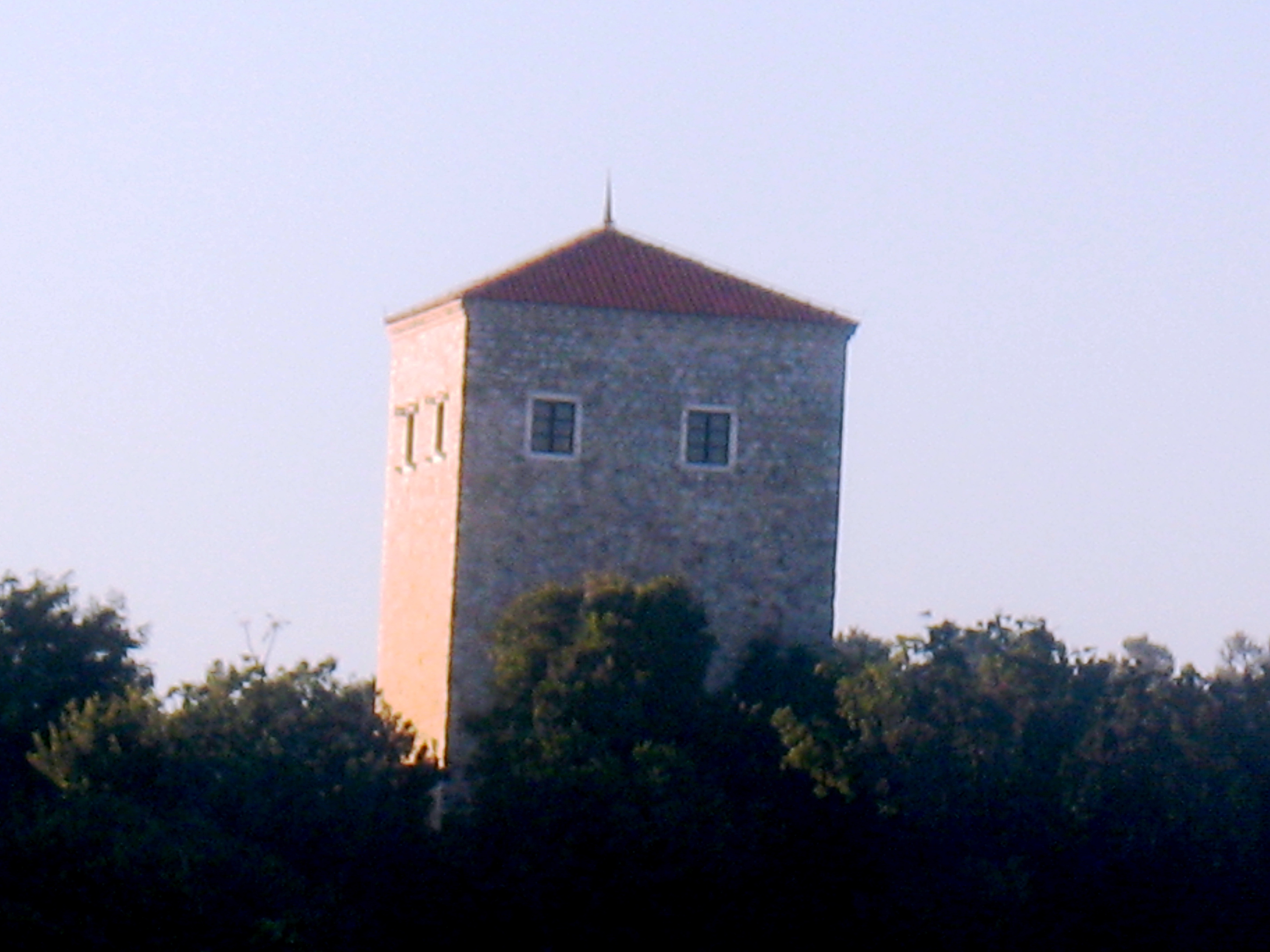
Věž Balšićů
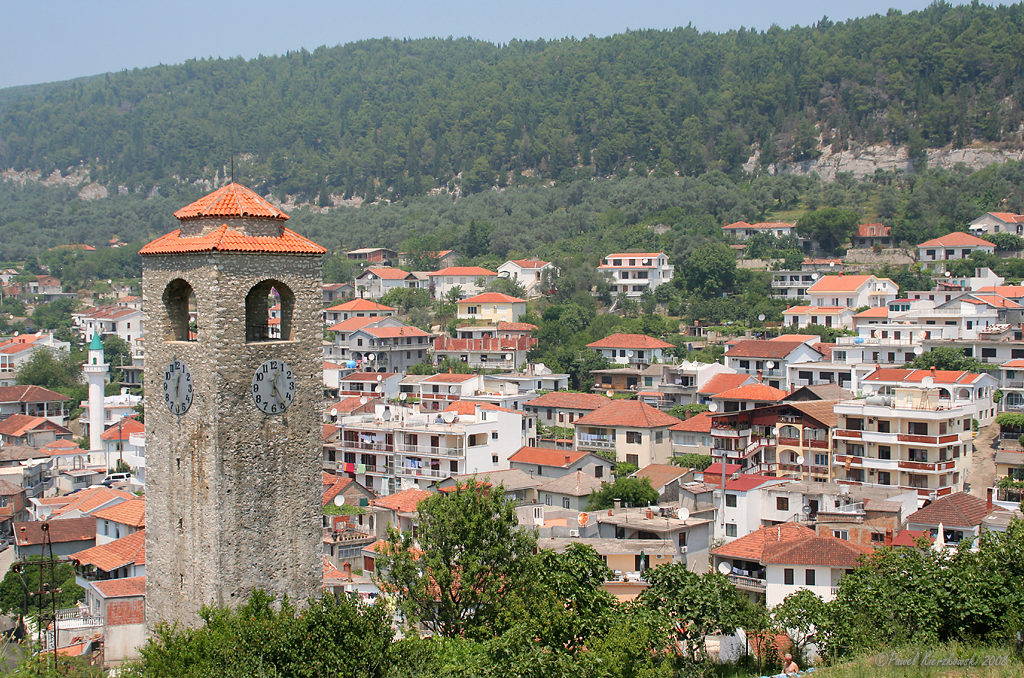
Hodinová věž
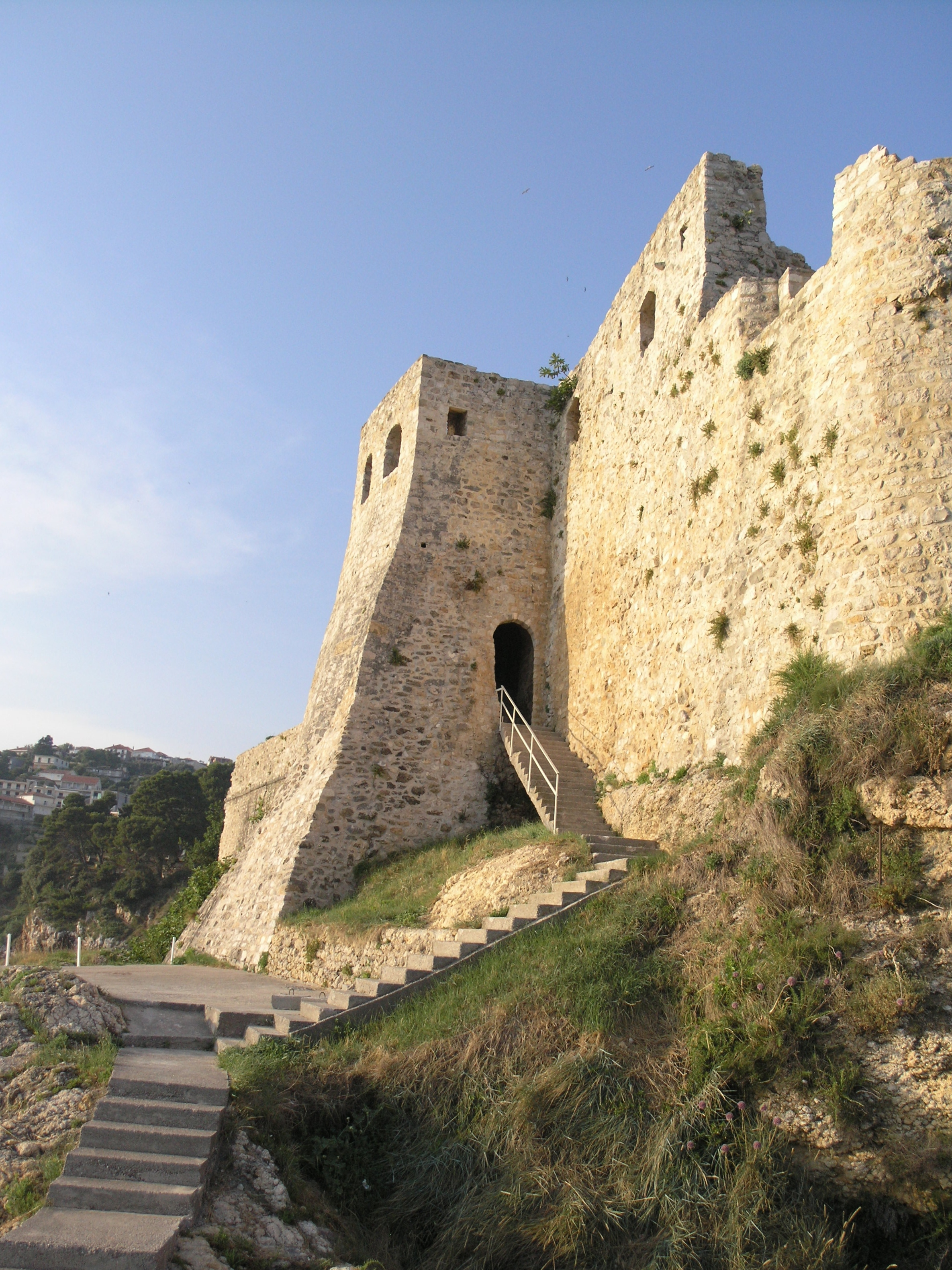
Zdi ulcinjského starého města
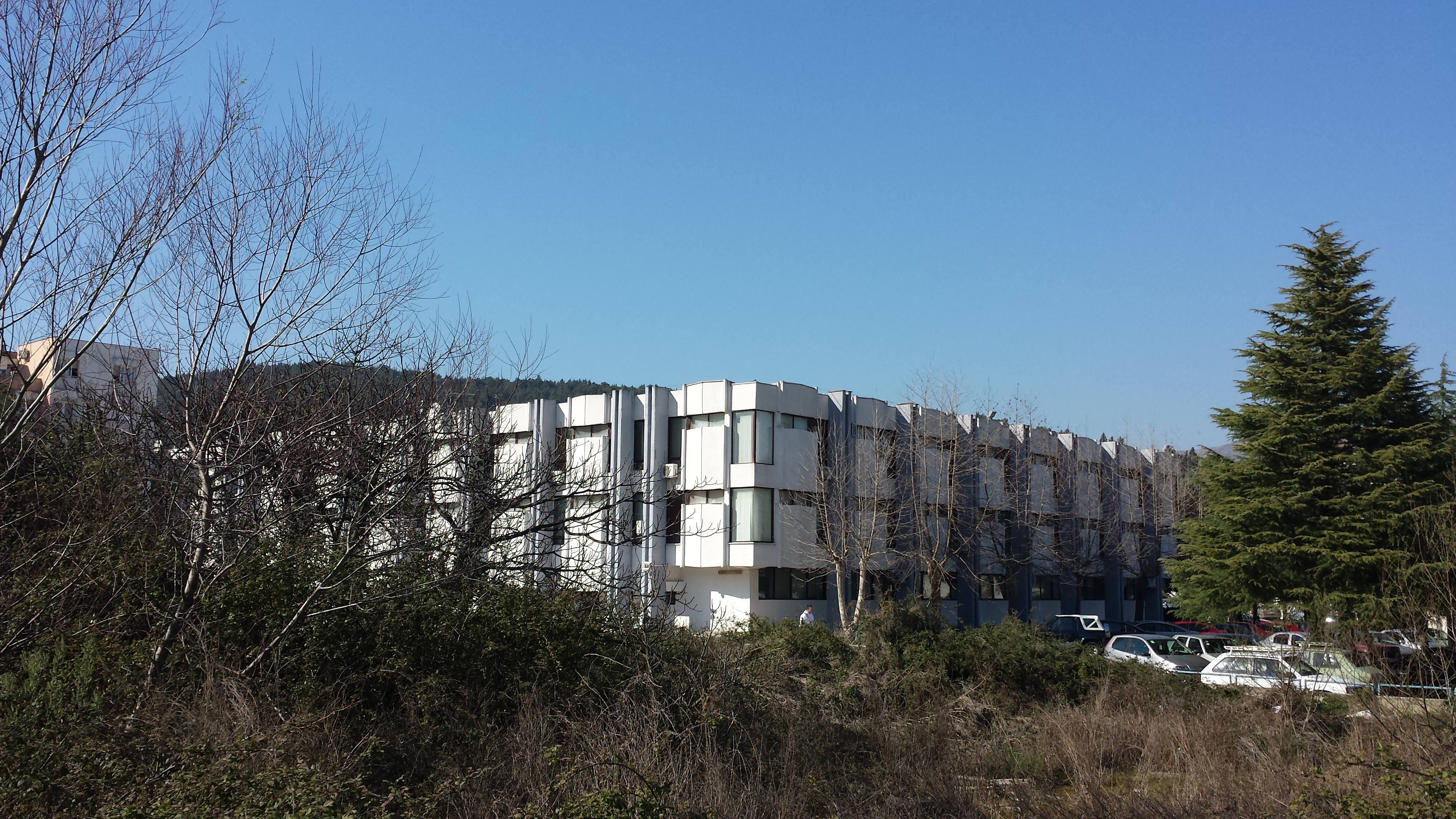
Radnice
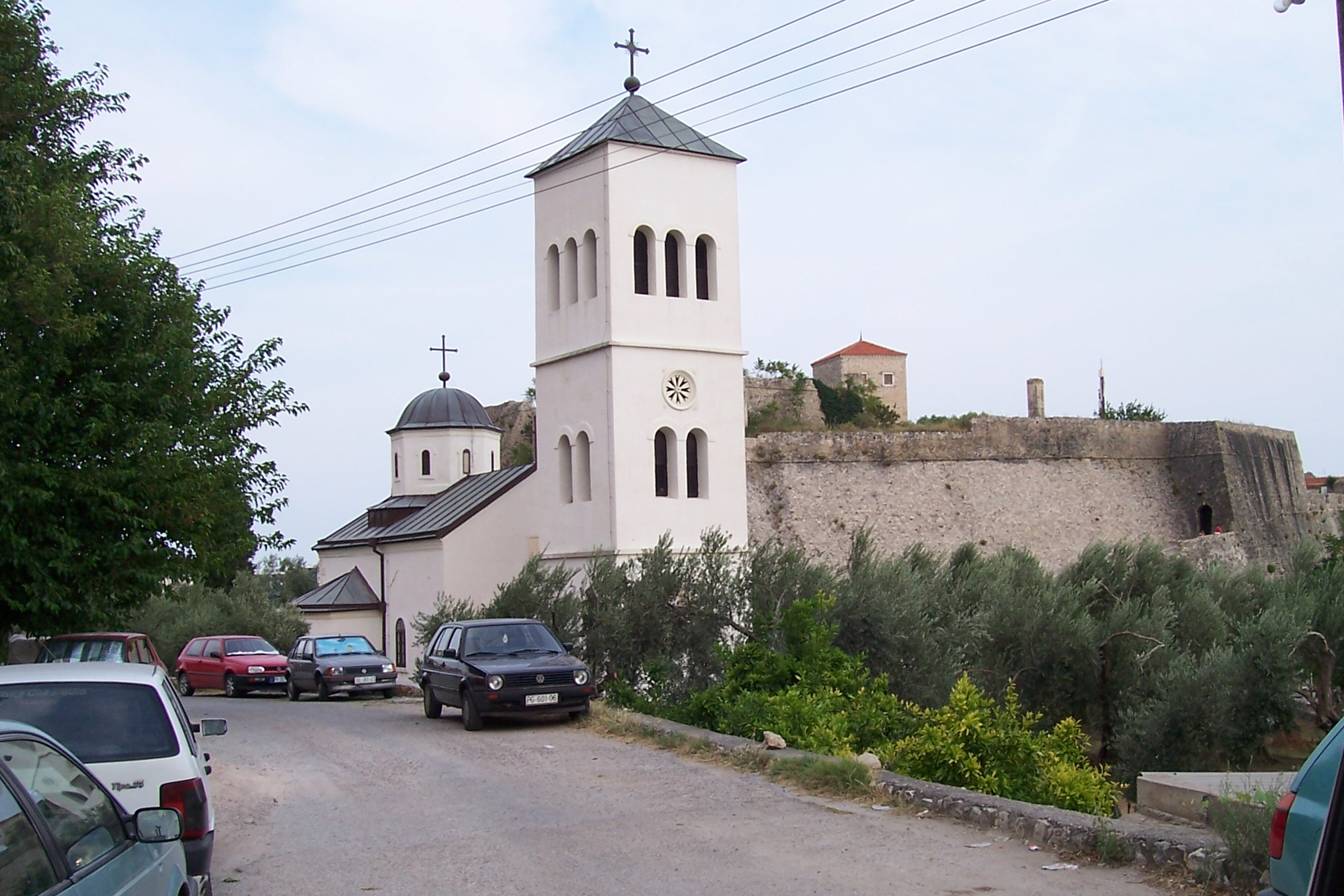
Kostel sv. Mikuláše
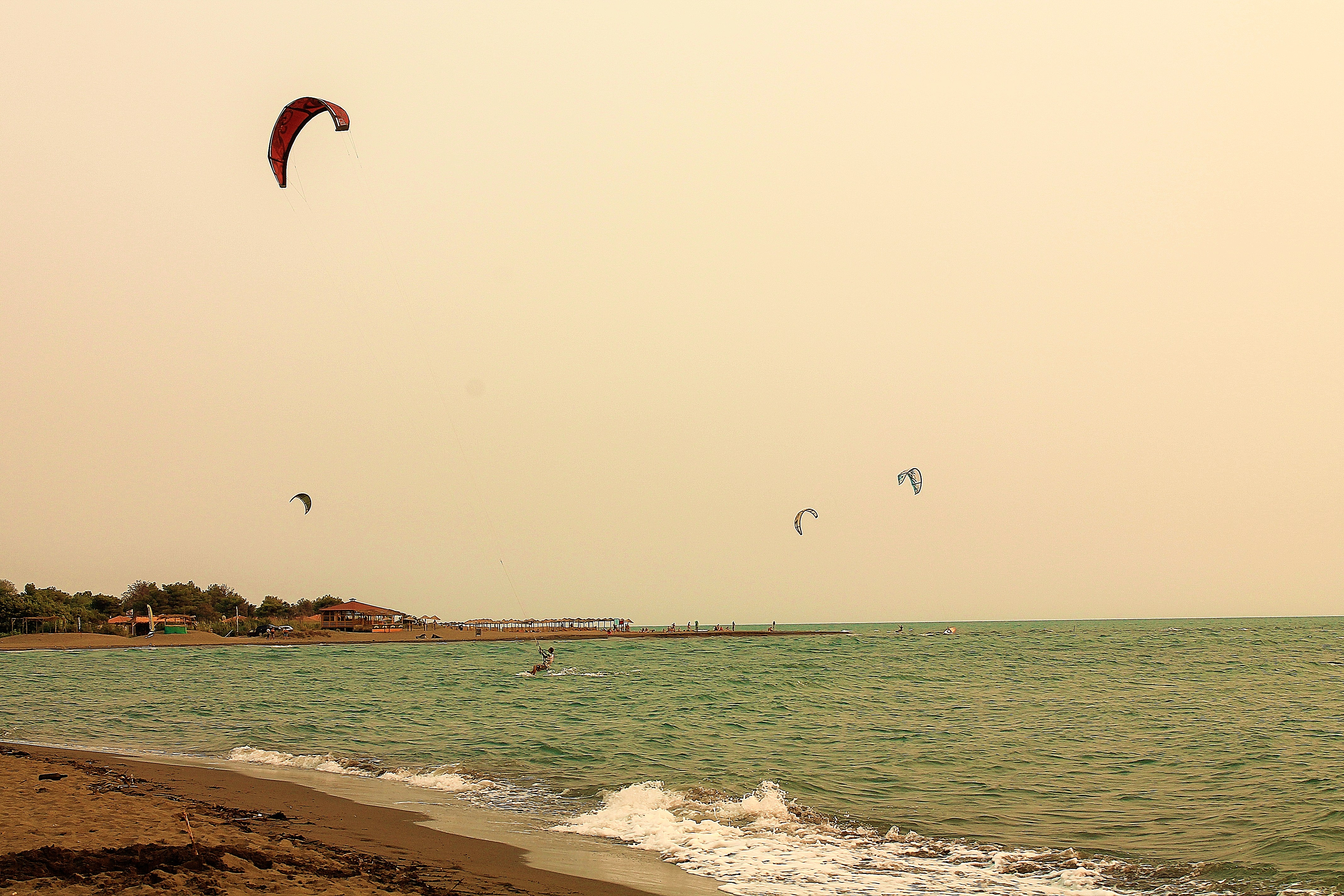
Velká pláž
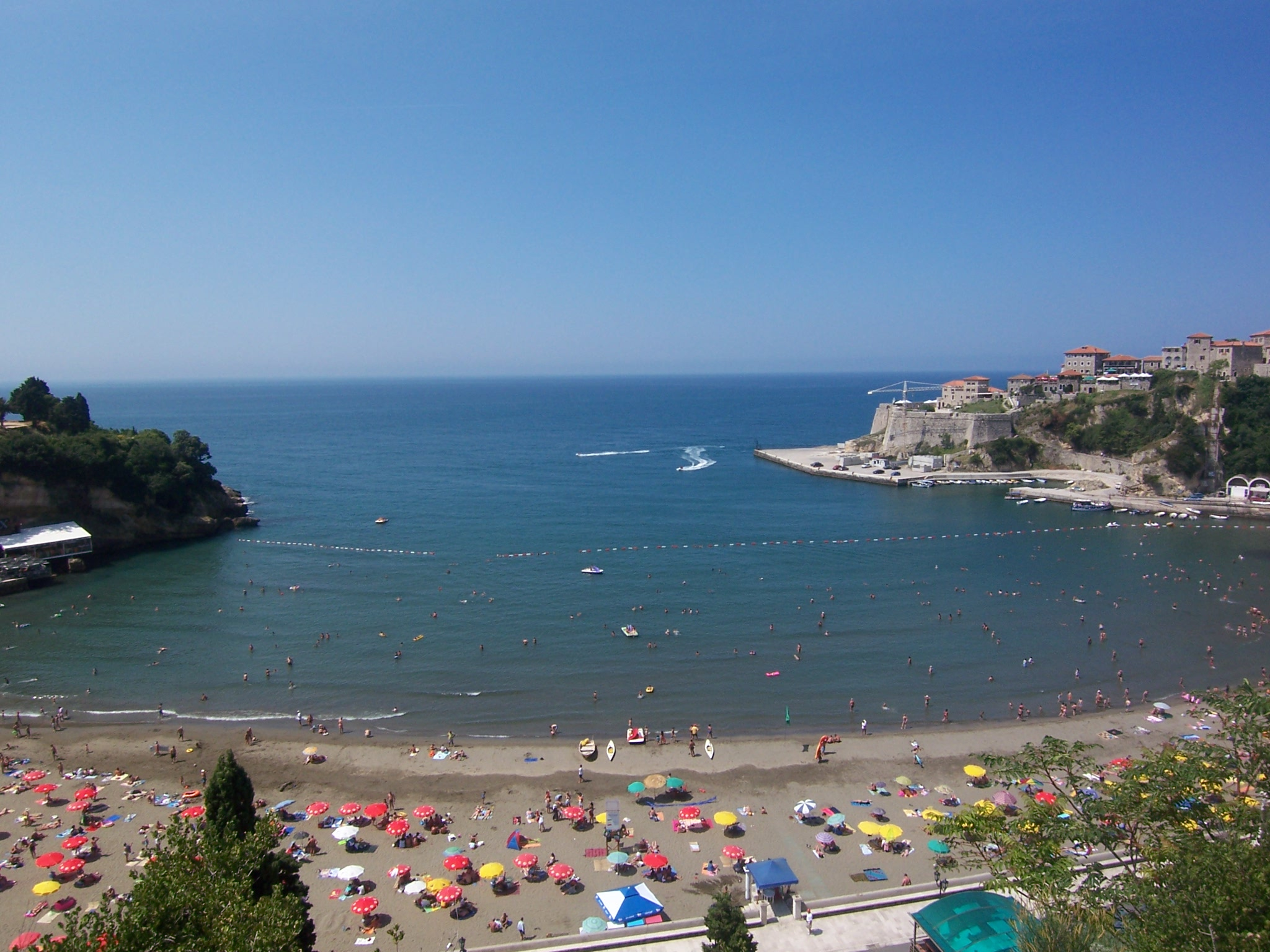
Malá pláž

## Obyvatelstvo

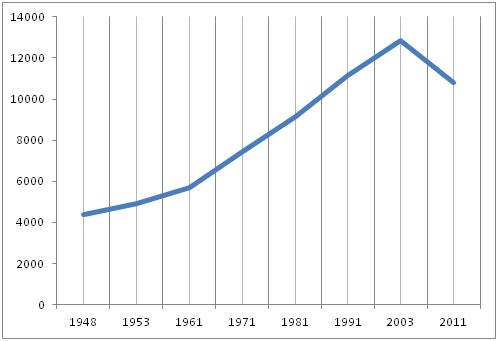
Vývoj počtu obyvatel v čase.

Na základě sčítání lidu z roku 2011 žije ve městě samotném 10 707 obyvatel. V okolních vesnicích, které tvoří opštinu Ulcinj, žije dalších 9 214 lidí, celkový počet obyvatel opštiny je tak 19 921.
Z nich se 14 076 (70,66 %) deklaruje jako Albánci, 2 478 (12,44 %) jako Černohorci, 1 455 (5,75 %) jako Srbové, 780 (3,92 %) jako Muslimové, 449 (2,25 %) jako Bosňáci a 232 (1,17 %) jako Romové.
Ulcinj je považována za neformální centrum albánského obyvatelstva v Černé Hoře a je jednou z mála obcí, kde podíl Albánců dosahuje přes 50 %. na území opštiny Ulcinj jsou albánština a černohorština/srbština jazyky s rovnoprávným postavením.

## Doprava

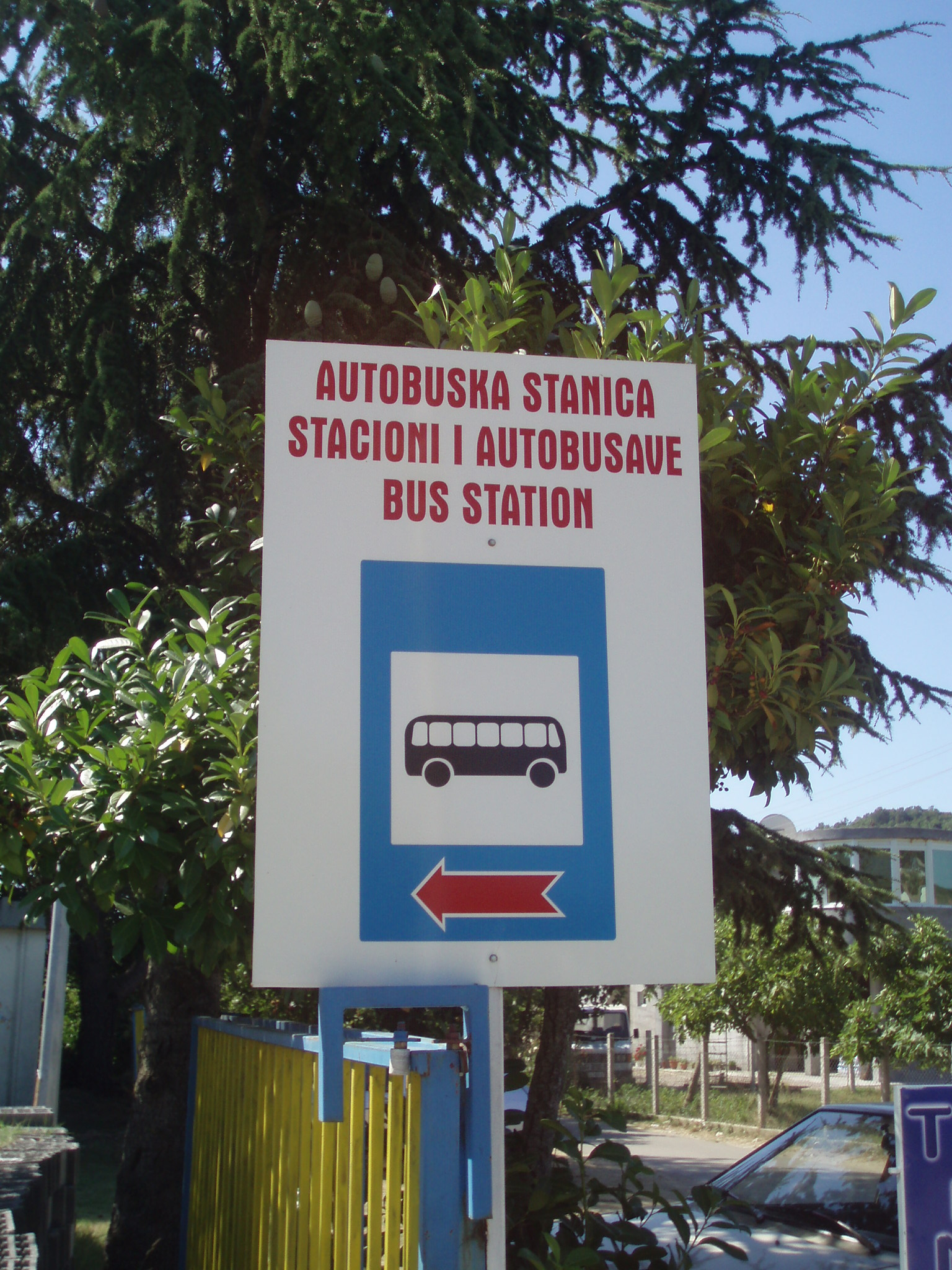
Dvojjazyčné označení autobusové zastávky v Ulcinji.

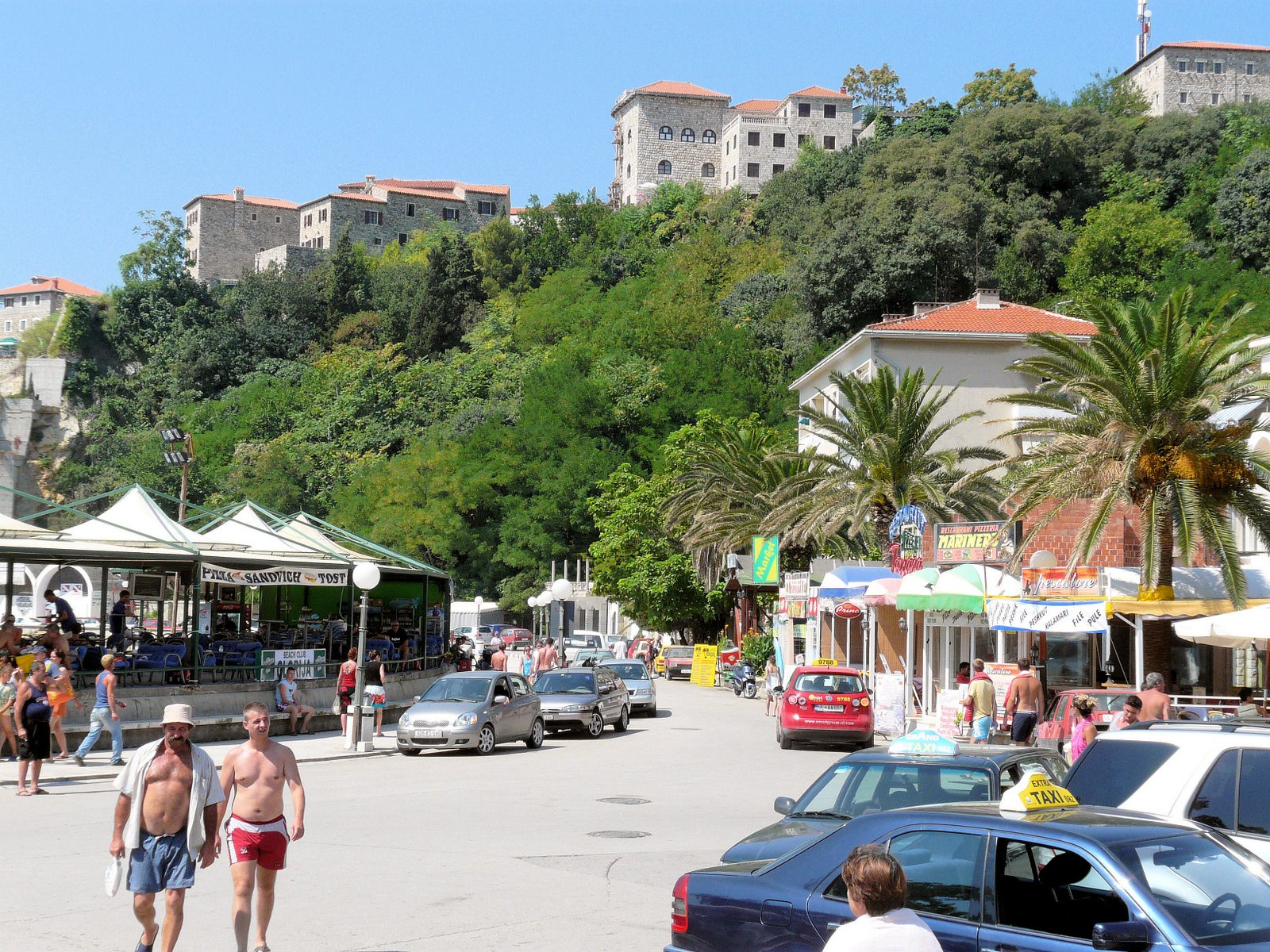
Střed města během turistické sezony.

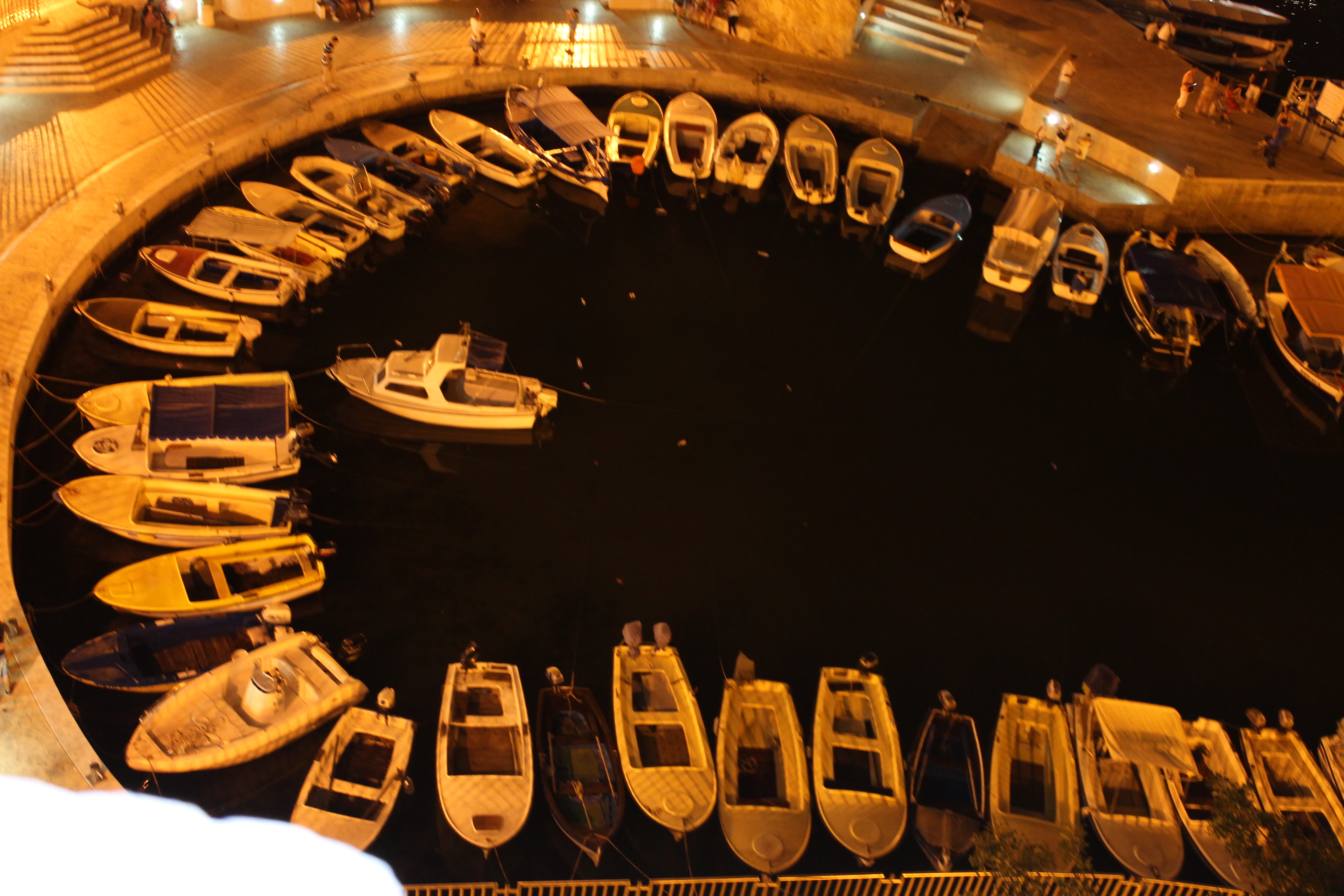
Marina v Ulcinji.

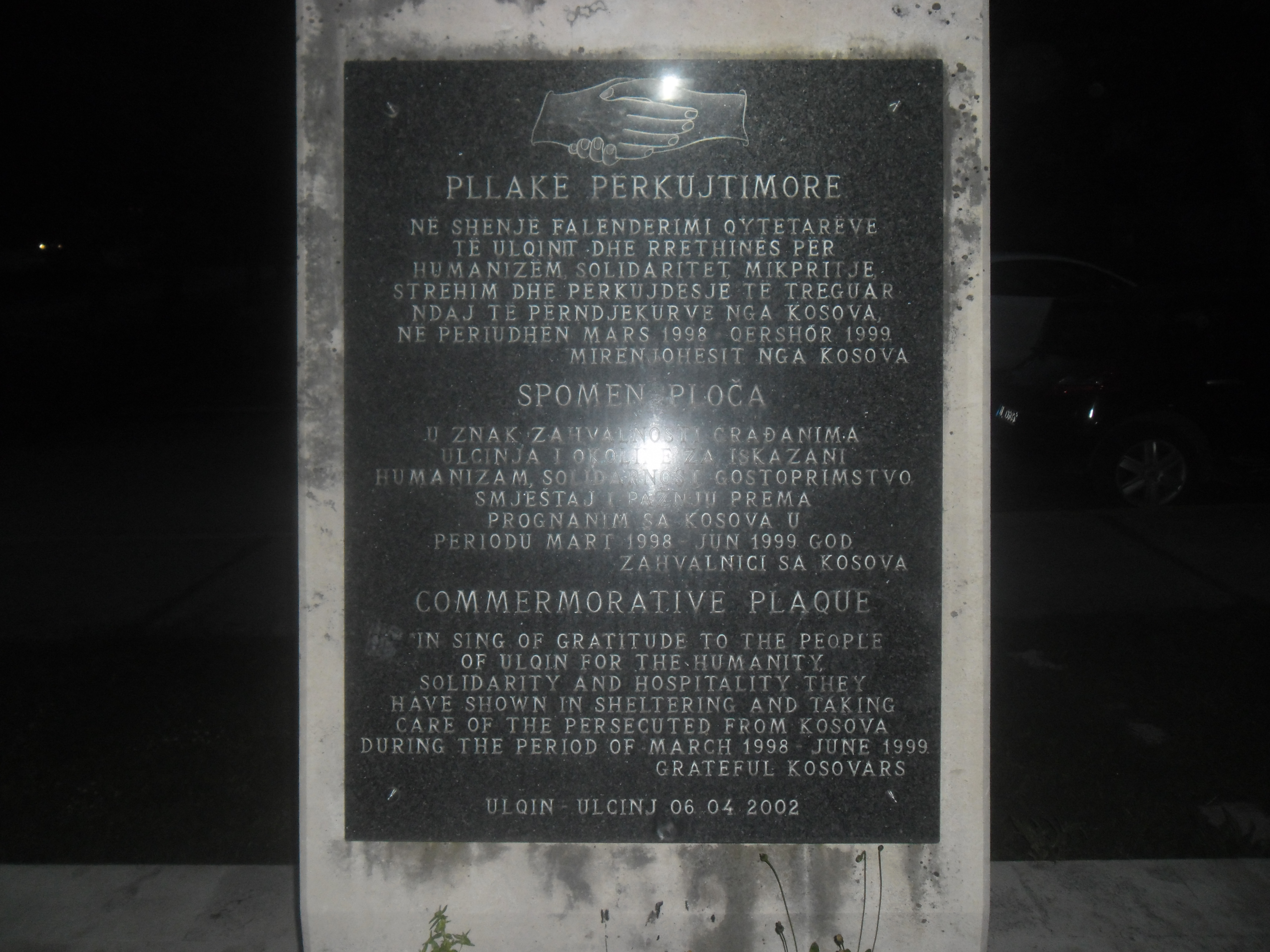
Pamětní deska připomínající přijetí uprchlíků z Kosova v 90. letech 20. století.

Ulcinj spolu s ostrovem Ada Bojana představuje jižní konec Jadranské magistrály, která město spojuje s dalšími známými černohorskými letovisky a přístavy (Budva, Sutomore, Petrovac). Rovněž je odtud silniční spojení do nedaleké Albánie (přes hraniční přechod Sukobin/Muriqan).
Železniční spojení město nemá: nejbližší nádraží se nachází v přístavu Bar a nejbližší mezinárodní letiště v Podgorici (73 km), další v letovisku Tivat (85 km).
Město nemá moderní přístav. V blízkosti starého města se nachází marina Kacema, která slouží ke kotvení malých jachet. Plány na výstavbu přístavu v místě pláže Valdanos nebyly realizovány.
Silniční vozidla registrovaná v Ulcinji mají na státní poznávací značce označení UL.

## Školství
V Ulcinji se nachází školky, základní a střední školy a od roku 2014 zde působí také i jedna vysoká škola.
Ve vlastním městě se nacházejí dvě základní školy (ZŠ Boško Strugara, ZŠ Maršála Tita) a dvě školy střední (Bratrství a jednoty, Gymnázium Drita). První střední škola vyučující v albánštině byla v Ulcinji založena v roce 1965.
Od školního roku 2014/15 začala fungovat jediná vysoká škola v Ulcinji, totiž Fakulta středomořských obchodních studií v Tivatu. Tato fakulta je soukromá.
V Ulcinji je také škola pro základní hudební výchovu.

## Samospráva
Opština Ulcinj (albánsky Komuna e ulqinit) zahrnuje samotné město a několik okolních sídel v prostoru nejjižnějšího cípu Černé Hory po řeku Bojanu. Její rozloha činí 255 km². V jejím čele stojí starosta a zastupitelstvo o 33 členech. V roce 2020 byl starostou Ljoro Nrekić. Předsedou zastupitelstva byl v témže roce Ilir Çapuni.
Hlavní koalici v zastupitelstvu tvoří Nová demokratická síla, Demokratická strana, Perspektiva občanského hnutí, Demokratická strana socialistů a Demokratická unie Albánců. Opoziční strany jsou Sociálně demokratická strana, Demokratická liga, Lidová socialistická strana, Demokratická fronta a dva nezávislí. Stranou, která nevstoupila do obecního shromáždění v posledních volbách, je Bosňácká strana.

## Kultura
Muzeum v Ulcinji bylo založeno v roce 1975. Nachází se v opevněném starém městě. Udržuje sbírku exponátů z města a okolí, provádí systematický průzkum starého města a organizuje různé výstavy. Má archeologické oddělení, které se nachází v budově bývalého kostela, resp. mešity, etnologické oddělení a galerii umění, která je umístěna ve Věži Balšićů.
Městská knihovna byla zřízena v roce 1884 a od roku 1984 sídlí v nové budově. Její fond tvoří přes 40 000 knih.
Kulturní památky na území opštiny Ulcinj jsou rozděleny do tří kategorií. Do I. kategorie spadají Staré město v Ulcinji a středověký hrad Šas. II. kategorii představuje budova Architektonického muzea a bývalého kostela/mešity. Do III. kategorie jsou zařazeny kostel sv. Mikuláše (sv. Nikoly), hodinová věž (sahat kula), Pašova mešita, Pašův dům, mešita Namazđah, archeolologická lokalita Kruče a kostel sv. Mikuláše (Nikoly) u Bílé hory (Bijela Gora).

## Turistika

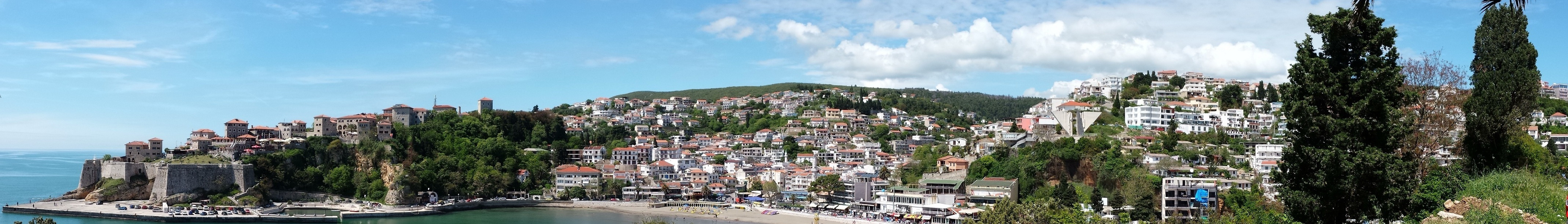
Panoramatický snímek města Ulcijn

Turisticky je navštěvováno především staré město (srbsky/černohorsky Stari Grad, alb. Qytet i vjetër) které se nachází na skalním ostrohu vyčnívajícím do moře. Staré město vzniklo z původní pevnosti. Je obehnáno hradbami, k místním památkám patří např. tzv. Věž Balšićů.
Dvě městské pláže (Mala plaža/Plazhi i Vogël a Velika plaža/Plazhi i Madh) představují hlavní atrakci Ulcinje. Velkou pláž ve směru od města daleko k albánské hranici lemují bary, hotely a restaurace. V lednu 2010 označily americké noviny The New York Times Ulcinj spolu s jižní částí černohorského pobřeží za jedno z Top 31 měst, která stojí za to navštívit v roce 2010.
Malá pláž se nachází přímo v historickém centru města s výhledem na staré město a středověkou pevnost; Velká pláž, dlouhá přes 12 km, se nachází jihovýchodně od středu města směrem k ostrovu Ada Bojana. Ve větší vzdálenosti od města jsou další menší pláže (např. Valdanos).

## Sport
Ve městě působí řada sportovních klubů. Nejpopulárnějšími sporty mezi místním obyvatelstvem jsou fotbal, házená, basketbal a tenis. Nachází se zde několik fotbalových hřišť, tenisové kurty, atletická dráha apod. V létě patří k oblíbeným sportům vodní pólo (které je populární v celé bývalé Jugoslávii), plavání, plážový volejbal, ale také extrémní sporty, kite surfing apod.
V roce 1921 byl založen první fotbalový klub v Ulcinji s názvem Olcinium (podle latinského jména města). Po druhé světové válce byl přejmenován na Bijelogorac (podle nedaleké hory); albánský název zněl Malabardhë. Klub skončil své působení v roce 2013 kvůli vysokým dluhům. V současné době působí v Ulcinji soukromý fotbalový tým Federali, původně mládežnický soubor.
Místní basketbalový tým hraje ve sportovní hale Brastvo Jedinstvo, která byla rekonstruována v roce 2009; tým v házené hraje v kryté hale Maršal Tito. Vodní pólo má tradici od roku 1954, kdy byl v Ulcinji založen klub Gusar.

## Osobnosti
- Mujo Ulqinaku (1896–1939), albánský národní hrdina
- Hajro Ulqinaku (* 1938), albánský spisovatel [8]
- Kaplan Burović (* 1934), albanolog, spisovatel a novinář
- Adrian Lulgjuraj (* 1980), albánský zpěvák
- Cafo Beg Ulqini (1893–1977), starosta
- Hana Cakuli (* 1989), zpěvačka
- Pjetër Gjoka (1912–1982), herec
- Rizo Šurla (1922–2003), fotograf
- Gjon Buzuku, kněz
- Đurađ II Balšić, vládce knížectví Zeta
- Jelena Balšić, žena cara Lazara
- Rade Tovladijac, kreslíř komiksů
- Božidar Đurašković, černohorský sportovec
- Vladimir Mihailović, černohorský basketbalista

## Partnerská města
- Liesing, obvod Vídně
- Lukavac
- Sarajevo
- Dečani
- Prizren
- Užhorod
- Berat
- Drač
- Tirana
- Stamford
- Serik